# Lamborghini Sesto Elemento
La Lamborghini Sesto Elemento è un'autovettura biposto presentata dalla casa automobilistica italiana Lamborghini al salone dell'automobile di Parigi 2010.

## Nome e produzione
L'auto prende il nome dal carbonio, 6º elemento della tavola periodica, materiale largamente usato per la sua costruzione; il costo è di circa 1,8 milioni di euro.
Non sono stati prodotti modelli omologati per uso stradale, ma solo 20 esemplari per uso in pista.

## Tecnica
Il propulsore della Sesto Elemento deriva direttamente dalla Gallardo LP570-4 Superleggera, cioè è un motore V10 di 90° di 5.204 cm³ in grado di erogare 570 CV con una coppia massima di 540 Nm; il motore è abbinato ad un cambio automatico sequenziale a 6 marce in grado di cambiare rapporto in 120 millesimi di secondo; caratteristico è il suo montaggio a sbalzo sul retrotreno e la colorazione di rosso dello stesso. Grazie al peso ridotto e all'iniezione diretta stratificata, i consumi risultano relativamente contenuti rispetto alla tipologia di auto.
L'auto, grazie al rapporto peso/potenza favorevole riesce ad accelerare da 0 a 100 km/h in soli 2,4 secondi.
La Sesto Elemento fa largo uso del carbonio, sono infatti di plastiche rinforzate in fibra di carbonio (CFRP) la cellula dell'abitacolo, l'intera sezione frontale, la carrozzeria, i paraurti (tra l'altro c'è da notare che la parte anteriore e quella posteriore sono state denominate dagli Ingegneri della Lamborghini "cofango", dall'unione delle parole cofano e parafango), i cerchi, i rinforzi di assorbimento d'urto, i bracci delle sospensioni e l'albero di trasmissione (realizzato con tecnologia "Wrapping"). Le strutture in CFRP sono state realizzate dalla Lamborghini nei suoi centri di ricerca ACRC (Advanced Composites Research Center) di Sant'Agata Bolognese in collaborazione con Boeing e l'Università di Washington all'ACSL (Advanced Composite Structure Laboratory) di Seattle.
I terminali di scarico sono realizzati in Pyrosic, un materiale composito di vetro a matrice ceramica in grado di tollerare temperature fino a 900 gradi.
L'auto, viene definita dagli ingegneri della Lamborghini come un Dimostratore Tecnologico (Technological Demonstrator) perché dimostra quanto la Lamborghini possa operare per costruire un'auto che metta in mostra in modo ampio l'utilizzo in larga scala della fibra di carbonio.

## Estetica
La verniciatura trasparente opaca brevettata dalla Lamborghini, sfrutta le nanotecnologie di micro particelle ceramiche a cui vengono aggiunti microcristalli rossi.
Il risultato è un alone rosso che avvolge la carrozzeria proteggendola grazie alla grande resistenza all'usura della ceramica e creando un particolare effetto estetico.
Gli interni risultano molto essenziali per risparmiare peso, il sedile è una monoscocca in carbonio con gli interni e per la messa a punto ottimale della posizione di guida il volante è regolabile sia in altezza che in profondità così come i pedali, anch'essi regolabili elettricamente.